# チェ・ヒョヌク
チェ・ヒョヌクまたはチェ・ヒョンウク（朝: 최 현욱、2002年1月30日 - ）は、韓国の俳優。ゴールドメダリスト所属。

## 学歴
- 2017年 - 2020年　韓林演芸芸術高等学校演芸科 卒業

## 出演

### ドラマ
- リアル：タイム：ラブ（朝鮮語版）（2019年、ウェブドラマ） - ムン・イェチャン 役[1]

- リアル：タイム：ラブ2（朝鮮語版）（2020年、ウェブドラマ） - ムン・イェチャン 役[1]
- マンガな彼氏～POP OUT BOY!（朝鮮語版）（2020年、ウェブドラマ） - ノ・イェジュン 役
- リアル：タイム：ラブ3（朝鮮語版）（2020年、ウェブドラマ） - ムン・イェチャン 役[1]
- リアル：タイム：ラブ4（朝鮮語版）（2020年、ウェブドラマ） - ムン・イェチャン 役[1]
- 模範タクシー（2021年、SBS） - パク・スンテ 役
- ラケット少年団（2021年、SBS・Netflix） - ナ・ウチャン 役
- 智異山 (2021年、tvN) - 1997年 イム・チョルギョン 役
- 二十五、二十一（2022年、tvN・Netflix） - ムン・ジウン 役
- 弱いヒーロー Class1（2022年、Wavve） -アン・スホ 役[2]
- D.P. -脱走兵追跡官- シーズン2 (2023年、Netflix) -シン・アフィ 役
- 輝くウォーターメロン～僕らをつなぐ恋うた～(2023年、tvN)  -ハ・イチャン 役[3]
- ハイクッキー (2023年、U+モバイルtv) -ソ・ホス 役
- あいつは黒炎竜 (2025年、tvN) -パン・ジュヨン 役

## 受賞歴
- SBS演技大賞 - 男性新人賞（2021年、『ラケット少年団』、『模範タクシー』）